# Наволок (Тихвинское городское поселение)
Наволок — деревня в Тихвинском городском поселении Тихвинского района Ленинградской области.

## История
Деревня Наволок упоминается на «Специальной карте западной части России» Ф. Ф. Шуберта 1844 года.

НАВОЛОК — деревня Погорельского общества, прихода Боровенского погоста. Река Тихвинка.

Крестьянских дворов — 18. Строений — 25, в том числе жилых — 18. Харчевня.

Число жителей по семейным спискам 1879 г.: 49 м. п., 55 ж. п.; по приходским сведениям 1879 г.: 43 м. п., 54 ж. п.

В конце XIX — начале XX века деревня административно относилось к Костринской волости 3-го земского участка 1-го стана Тихвинского уезда Новгородской губернии.

НАВОЛОК — деревня Погорельского общества, дворов — 21, жилых домов — 18, число жителей: 50 м. п., 42 ж. п. 

Занятия жителей — земледелие, судоходство. Река Тихвинка. Земская школа. (1910 год)

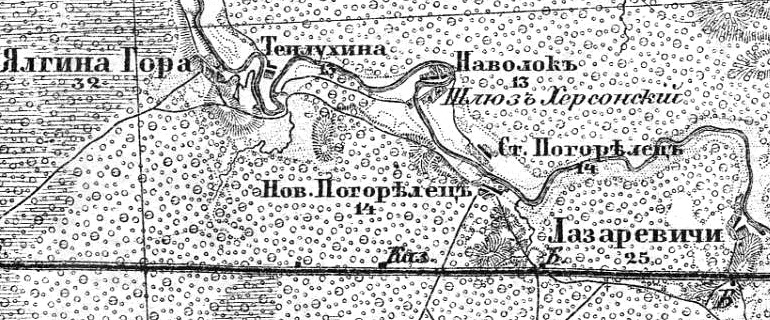
Деревня Наволок на карте 1913 года

Согласно карте Петроградской и Новгородской губерний 1913 года деревня Наволок насчитывала 13 крестьянских дворов.
С 1917 по 1918 год деревня Наволок входила в состав Костринской волости Тихвинского уезда Новгородской губернии. 
С 1918 года в составе Ольховской волости Череповецкой губернии.
С 1924 года в составе Пригородной волости.
С 1927 года в составе Ялгинского сельсовета Тихвинского района.
В 1928 году население деревни Наволок составляло 153 человека.
Согласно карте Ленинградской области Северо-западного аэрогеодезического треста ГГУ издания 1932 года деревня насчитывала 7 крестьянских дворов.
По данным 1933 года деревня называлась Новолок и входила в состав Ялгинского сельсовета Тихвинского района.
С 1954 года в составе Лазаревичского сельсовета.
В 1958 году население деревни Наволок составляло 56 человек.
По данным 1966, 1973 и 1990 годов года деревня Наволок также входила в состав Лазаревичского сельсовета.
В 1997 году в деревне Наволок Лазаревичской волости проживали 15 человек, в 2002 году — 11 (все русские).
В 2007 году в деревне Наволок Тихвинского ГП проживали 11 человек, в 2010 году — 6.

## География
Деревня расположена в центральной части района к югу от автодороги А114 (Вологда — Новая Ладога).
Расстояние до административным центром поселения — 29 км.
Расстояние до ближайшей железнодорожной платформы Костринский на линии Волховстрой I — Тихвин — 1,5 км.
Деревня находится на левом берегу реки Тихвинка.

## Демография
| 1879 | 1910 | 1928 | 1958 | 1997 | 2002 | 2007 |
| ---- | ---- | ---- | ---- | ---- | ---- | ---- |
| 104  | ↘92  | ↗153 | ↘56  | ↘15  | ↘11  | →11  |
| 2010 | 2017 |      |      |      |      |      |
| ↘6   | ↗16  |      |      |      |      |      |

### Национальный состав
Согласно данным Всероссийской переписи населения 2002 года в деревне проживали 11 человек, все русские.
Согласно данным Всероссийской переписи населения 2021 года в деревне проживали 9 человек, все русские.

## Улицы
Поляны, Херсонская, Хуторская.